# Білявці
Біля́вці — село в Україні, у Бродівській міській громаді Золочівського району Львівської області. До 2020 року села Білявці, Бовдури, Клекотів та Шнирів підпорядковувалися Шнирівській сільській раді, нині орган місцевого самоврядування — Бродівська міська рада. Населення становить 421 особа.

## Населення
За даними всеукраїнського перепису населення 2001 року в селі мешкало 501 особа, у 2005 році — 520 осіб, у 2022 році — 421 особа.
Мова
Розподіл населення за рідною мовою за даними перепису 2001 року був наступним:
| українська | 500 | 99,80 |
| російська  | 1   | 0,20  |

## Географія
Село Білявці розташоване за 118 км від обласного центру, за 53 км від районного центру та за 12 км від центру громади. Відстань до найближчої залізничної станції Броди становить 12 км.

## Історія
Перші письмові згадки про село датуються початком 1511 роком.
12 червня 2020 року, відповідно до розпорядження Кабінету Міністрів України № 718-р «Про визначення адміністративних центрів та затвердження територій територіальних громад Львівської області», село увійшло до складу Бродівської міської громади.
19 липня 2020 року, в результаті адміністративно-територіальної реформи та ліквідації Бродівського району, село увійшло до складу новоствореного Золочівського району.

### Церква Покрови Пресвятої Богородиці
1884 року на місці старої невеличкої і дуже знищеної часом будівлі церкви було споруджено нову дерев'яну, хрещату в плані, однонавову — «у візантійському стилі» церкву. Ковальські роботи для неї виконав майстер М. Голиновський, а роботи по каменю — майстри Я. Стеблак та М. Дацюк.
За часів першої світової війни церква згоріла. 1928 року белзькими майстрами Йосифом та Володимиром Літовинськими була споруджена нова дерев'яна церква. Маляр Д. Якимович у 1930-х роках розмалював вівтар церкви. До 1939 року покровителем церкви була «Банкова спілка Вільгельма Шмідта» з Бродів. У 1946—1961 роках храм був діючим та належав до парафії РПЦ, а 1961 року закритий. 1991 року, напередодні храмового свята Покрови Божої Матері за участю священика о. Михайла Грицишина, парафіян Берлина та Бродів урочисто розпочалося Богослужіння у білявецькому храмі. Громада ухвалила рішення про почергові богослужіння у храмі. За часів незалежності виготовлено новий іконостас, а також оновлено покрівлю храму, триває зовнішня реставрація храму.
Нині в селі діють Білявецька гімназія з дошкільним підрозділом та КЗ «ФАП с. Білявці», а також Комунальна установа Народний Дім села Білявці. Центром села проходить автошлях регіонального значення Броди-Бовдури.

## Відомі люди
- Варава Сергій Володимирович (7 червня 1990 — 10 червня 2023) — український військовик, стрілець-санітар. Учасник російсько-української війни. Загинув під час виконання бойового завдання поблизу селища Хромове Донецької області. Відповідно до Указу Президента України нагороджений орденом «За мужність» III ступеня (посмертно)[17].
- Ярослав Герасимович — видатний політичний діяч, один із засновників ОУН.
- о. Юліан Мандичевський — український громадський та релігійний діяч, один із засновників бродівської філії товариства «Просвіта», парох (УГКЦ) села Білявці наприкінці XIX століття.
- Юліан Матвіїв — крайовий провідник ОУН Буковини, псевдо «Недобитий». Його батько був директором місцевої школи.
- о. Ісидор Нагаєвський — священик УГКЦ, видатний історик, громадський і політичний діяч, був парохом у селі Білявці в період німецької окупації.